# Jason Segel
 (janvier 2022).
Si vous disposez d'ouvrages ou d'articles de référence ou si vous connaissez des sites web de qualité traitant du thème abordé ici, merci de compléter l'article en donnant les références utiles à sa vérifiabilité et en les liant à la section « Notes et références ».
Jason Segel est un acteur, scénariste, producteur et musicien américain né le 18 janvier 1980 à Los Angeles (Californie).

## Biographie

### Jeunesse
Segel est né à Los Angeles, en Californie, d’un père juif, Alvin Segel, et d’une mère chrétienne. Deuxième d'une famille de trois enfants (il a une sœur plus jeune), il a grandi à Pacific Palisades. Il a déclaré qu'il a été élevé dans la religion juive, ainsi que « d'un peu de tout », a été à l'école hébraïque, fait sa Bar Mitzvah et fut aussi scolarisé dans une école catholique. Après l'école primaire et le collège, il effectue ses études secondaires à la Harvard-Westlake School (en). Sa taille (1,93 m) lui permet de devenir un basketteur dans l'équipe de son lycée, remportant même un titre (le championnat de Californie). Il aspire à devenir acteur professionnel depuis le collège et a joué dans des productions théâtrales locales à Palisades Playhouse.

### Carrière

#### Débuts
Sa carrière d'acteur débute en 1998 dans un second rôle avec Big Party, suivi d'un autre dans Un cadavre dans le campus. 
Mais c'est en 1999 qu'il obtient son premier rôle important - celui de Nick Andropolis - dans la série Freaks and Geeks, sur la chaine NBC. Centrée sur deux groupes de lycéens d'un établissement scolaire fictif du Michigan, au début des années 1980, la série est portée par une bande de jeunes acteurs, tous inconnus, dont James Franco.
Le programme est acclamé par la critique, mais faute d'audiences satisfaisantes, est arrêté au terme de sa première saison. Il permet cependant à Segel de se faire connaître, aux côtés de débutants amenés à devenir des amis et de fréquents collaborateurs, tels que les acteurs Seth Rogen et Martin Starr, mais surtout le producteur de la série, Judd Apatow.  
Il s'ensuit des apparitions au cinéma dans 11:14 ou à la télévision dans Les Années campus, série créée et produite par Apatow, Alias, Les Experts. Au cinéma, il incarne l'un des personnages principaux de la comédie Slackers.
Il participe également au film indépendant LolliLove, premier et unique long-métrage réalisé par l'actrice Jenna Fischer.

#### Premiers succès

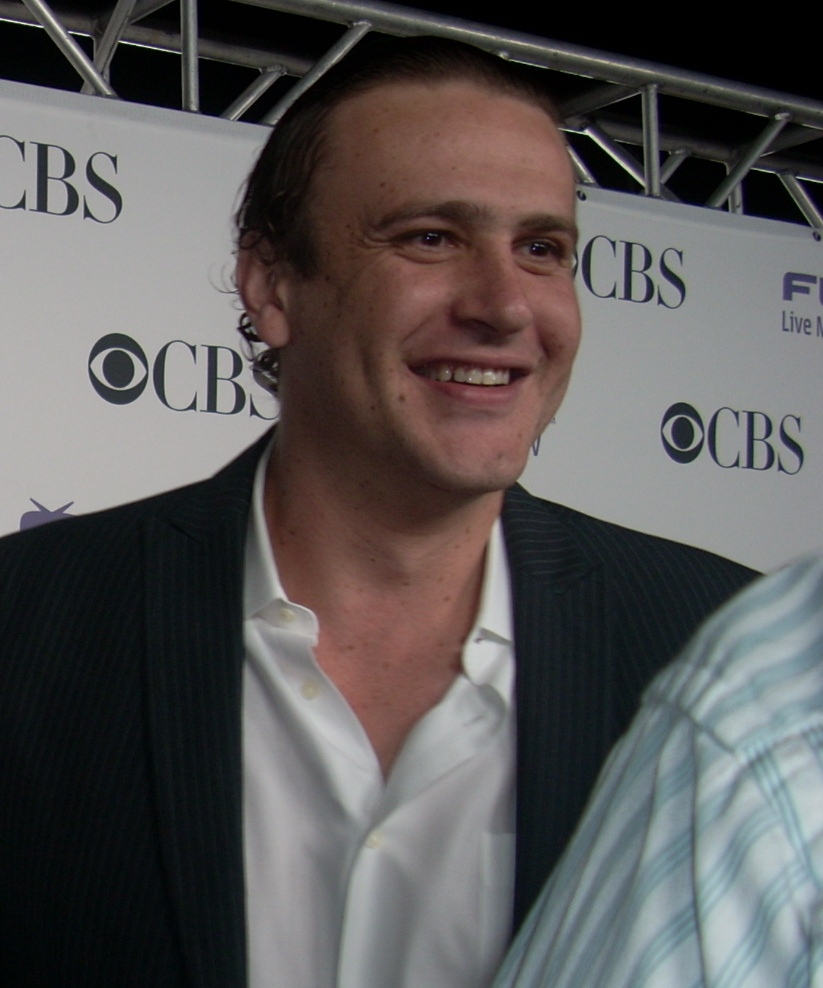
Lors de la CBS Comedies Premiere Party à (Los Angeles), le 17 septembre 2008.

Ce n'est qu'en 2005 que la carrière de Segel est véritablement lancée avec la série How I Met Your Mother. Il incarne Marshall Eriksen, étudiant en droit à la fois maladroit et touchant. Le succès de la sitcom sur la chaîne CBS lui permet de lancer des projets en parallèle.
Au cinéma, c'est Judd Apatow qui donne à deux reprises sa chance au jeune comédien. En lui confiant d'abord le petit rôle de Jason, l'un des colocataires glandeurs du héros dans En cloque, mode d'emploi (2007), puis en produisant Sans Sarah, rien ne va ! (2008), dont Segel écrit le scénario et interprète le rôle principal - celui d'un musicien largué par sa petite amie.
Les deux films connaissent un succès public et critique notables, marquant la percée d'une nouvelle école de la comédie populaire américaine.
Avec Sans Sarah, rien ne va !, Segel mise en partie sur ses talents de musicien, en participant largement à la bande originale, confirmant un premier essai sur Freaks and Geeks et une poignée de scènes remarquées dans How I Met Your Mother.

#### Confirmation

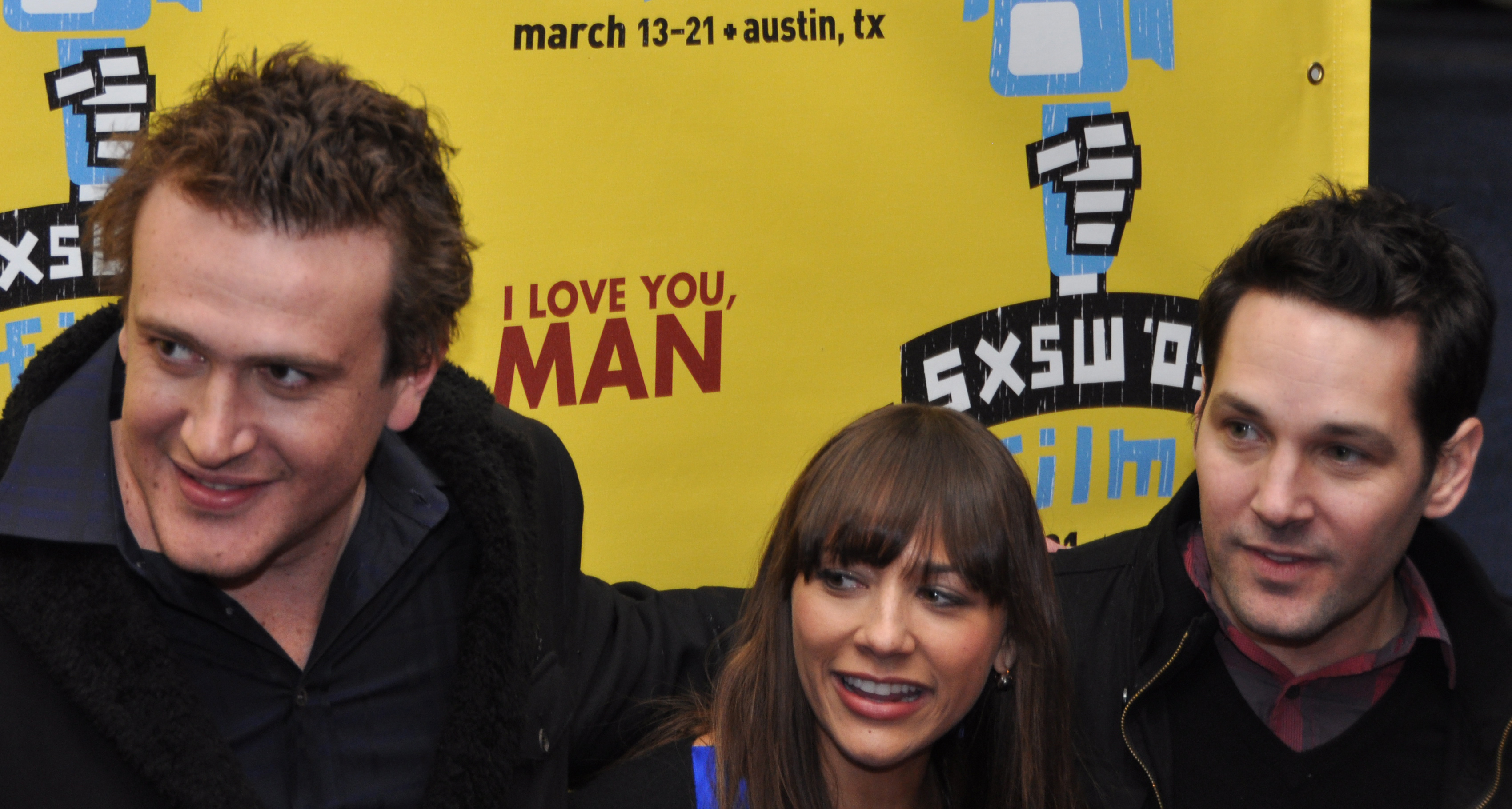
Jason Segel, Rashida Jones et Paul Rudd de I Love You, Man, à Austin (Texas), le 13 mars 2009.

En 2009, il incarne le nouveau meilleur ami de Paul Rudd dans la comédie I Love You, Man. 
L'année suivante, il fait ses débuts de producteur aux côtés d'Apatow pour Get Him to the Greek, spin-off de Sans Sarah, rien ne va !, qui reprend le personnage d'Aldous Snow, incarné par Russell Brand. 
Dès 2008, il approche Disney avec Nicholas Stoller, le réalisateur de Sans Sarah, rien ne va !, pour leur proposer de développer, écrire et produire un nouveau film des Muppets, un univers particulièrement affectionné durant sa propre enfance. Sorti en 2011, Les Muppets, le retour, dont il partage l'affiche avec une star en devenir, Amy Adams, est acclamé par la critique, et rencontre un énorme succès sur le territoire américain, notamment pour sa bande originale, qui vaut d'ailleurs un Oscar au compositeur du film. 
Il décline néanmoins la proposition de Disney de participer à la suite, immédiatement mise en chantier, considérant qu'il n'a rien à apporter de plus par rapport au premier film.
La même année, il apparaît aux côtés de Cameron Diaz et Justin Timberlake dans la comédie Bad Teacher, réalisée par Jake Kasdan, qui rencontre également un large succès au box-office.
Il tient aussi le rôle principal de la comédie indépendante Jeff, Who Lives at Home, des frères Duplass, qui passe inaperçue en salles, mais est saluée par la critique.

#### Tête d'affiche
En 2012, il écrit, co-produit et joue dans Cinq ans de réflexion, comédie romantique dont il partage l'affiche avec Emily Blunt. Le film est très bien reçu par la critique, mais connait un succès commercial plutôt relatif. 
La même année, il apparaît dans 40 ans : Mode d'emploi, écrit et réalisé par Judd Apatow. 
En 2013, il fait un caméo dans la satire de Seth Rogen et Evan Goldberg, C'est la fin.

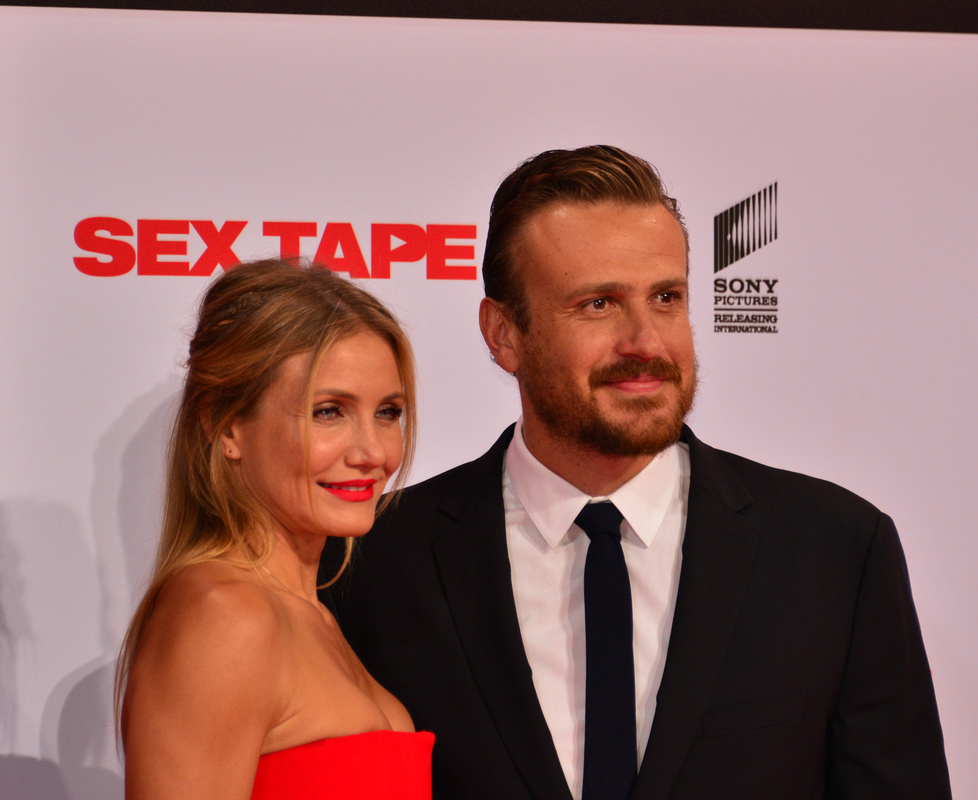
Le 5 septembre 2014, à l'avant-première allemande de Sex Tape, avec Cameron Diaz.

En 2014, How I Met Your Mother s'achève au terme de sa neuvième saison, pour laquelle les apparitions de l'acteur auront fait l'objet d'âpres négociations.
La même année, il écrit, co-produit et joue dans Sex Tape, pour laquelle il re-collabore avec le réalisateur Jake Kasdan et l'actrice Cameron Diaz, avec laquelle il partage désormais l'affiche. Le film fonctionne au box-office, mais reçoit une très mauvaise presse, aux États-Unis comme en Europe.
En 2015, il interprète l'écrivain David Foster Wallace pour le biopic The End of the Tour, adapté d'un roman du journaliste de Rolling Stone, David Lipsky, retraçant son road-trip de cinq jours avec l'écrivain. Le film est acclamé par la critique.
L'année 2017 lui permet de continuer à se diversifier : The Discovery  est une romance de science-fiction co-écrite et réalisée par Charlie McDowell, pour laquelle il a pour partenaire Rooney Mara. Le film est disponible exclusivement sur Netflix et reçoit des critiques très défavorables.
En 2020, il écrit et réalise la mini-série d'anthologie Dispatches from Elsewhere pour la chaîne AMC et diffusée dans les pays francophones sur le service Amazon Prime Video. Il y tient le rôle de Peter, un des personnages principaux.
En 2023, il interprète le rôle principal de Jimmy Laird dans la série Shrinking sur Apple TV+. Il s'agit d'un thérapeute qui, à la suite d'un deuil difficile, commence à dire ce qu'il pense réellement à ses patients. Il est également le co-scénariste et co-créateur de la série avec Bill Lawrence et Brett Goldstein.

## Vie privée
Jason Segel fut en couple avec l'actrice Linda Cardellini, sa partenaire dans Freaks and Geeks, pendant cinq ans. Segel s'est servi de leur rupture pour écrire le scénario du film Sans Sarah, rien ne va !.
De 2012 à 2013, il fut en couple avec l'actrice Michelle Williams.
En décembre 2013, il commence à fréquenter l'artiste pyrographe Alexis Mixter. Le couple se sépare en 2021 après 8 ans de vie commune[réf. nécessaire].

## Filmographie

### Acteur

#### Cinéma
- 1998 : Ce soir, tout est permis (aussi Big Party, Can't Hardly Wait) d'Harry Elfont et Deborah Kaplan : Matt, Watermelon Guy
- 1998 : Un cadavre sur le campus (Dead Man On Campus) d'Alan Cohn : Kyle
- 1998 : SLC Punk! de James Merendino : Mike
- 1999 : New Jersey Turnpikes de Bryan Buckley
- 2002 : Slackers de Dewey Nicks : Sam Schechter
- 2003 : 11:14 de Greg Marcks : Leon
- 2004 : LolliLove de Jenna Fischer : Jason
- 2005 : The Good Humor Man de Tenney Fairchild : Smelly Bob
- 2007 : En cloque, mode d'emploi (Knocked Up) de Judd Apatow : Jason
- 2008 : Sans Sarah, rien ne va ! (Forgetting Sarah Marshall) de Nicholas Stoller : Peter Bretter
- 2009 : I Love You, Man de John Hamburg : Sydney Fife
- 2010 : Moi, moche et méchant (Despicable Me) de Chris Renaud et Pierre Coffin : Vector (Voix)
- 2010 : Les Voyages de Gulliver de Rob Letterman : Horatio
- 2011 : Jeff, Who Lives at Home de Jay et Mark Duplass : Jeff
- 2011 : Bad Teacher de Jake Kasdan : Russell Gettis
- 2011 : Sexe entre amis (Friends With Benefits) de Will Gluck : Brice
- 2011 : Les Muppets, le retour (The Muppets) de James Bobin : Gary
- 2011 : Drane de Jason Segel
- 2012 : Cinq ans de réflexion (The Five-Year Engagement) de Nicholas Stoller : Tom Solomon
- 2012 : 40 ans : Mode d'emploi (This is 40) de Judd Apatow : Jason
- 2013 : C'est la fin (This Is the End) de Seth Rogen et Evan Goldberg : lui-même
- 2014 : Sex Tape de Jake Kasdan : Jay
- 2015 : The End of the Tour de James Ponsoldt
- 2017 : The Discovery  de Charlie McDowell : Wil
- 2018 : Come Sunday : Henry
- 2021 : Our Friend de Gabriela Cowperthwaite : Dane
- 2022 : Contrecoups (Windfall) de Charlie McDowell : le cambrioleur
- 2022 : The Sky Is Everywhere de Josephine Decker : Big Walker

#### Courts métrages
- 2003 : Certainly Not a Fairytale de Vivi Friedman : Leo
- 2006 : Bye Bye Benjamin de Charlie McDowell : Theodore Everest
- 2012 : Le Talk Show De Phinéas & Ferb : lui-même

#### Télévision
- 1999-2000 : Freaks and Geeks (série télévisée) : Nick Andopolis
- 2001 : North Hollywood de Thami Alami (Téléfilm)
- 2002 : Les Années campus (Undeclared) (série télévisée) : Eric
- 2004 : Harry Green and Eugene (série télévisée) : Eugene Green
- 2005 : Alias (série télévisée) : Sam Hauser
- 2005 : Les Experts (CSI: Crime Scene Investigation) (série télévisée) : Neil Jansen
- 2005-2014 : How I Met Your Mother (série télévisée) : Marshall Eriksen
- 2009 : Les Griffin (Family Guy) (série télévisée) : Marshall Eriksen
- 2011 : Saturday Night Life[réf. nécessaire] : Host
- 2020 : Dispatches from Elsewhere
- 2022 : Winning Time: The Rise of the Lakers Dynasty (série télévisée) : Paul Westhead
- 2023 : Shrinking : Jimmy Laird

### Scénariste
- 2008 : Sans Sarah, rien ne va ! (Forgetting Sarah Marshall), de Nicholas Stoller
- 2010 : American Trip (Get Him to the Greek), de Nicholas Stoller (d'après ses personnages)
- 2011 : Les Muppets, le retour (The Muppets), de James Bobin
- 2012 : Cinq ans de réflexion (The Five-Year Engagement) de Nicholas Stoller
- 2014 : Sex Tape (Sex Tape), de Jake Kasdan
- 2020 : Dispatches from Elsewhere de lui même
- 2022 : Contrecoups (Windfall) de Charlie McDowell
- 2023 : Shrinking

### Producteur
- 2010 : American Trip (Get Him to the Greek), de Nicholas Stoller - coproducteur
- 2011 : Les Muppets, le retour (The Muppets), de James Bobin - producteur exécutif
- 2014 : Sex Tape (Sex Tape), de Jake Kasdan - producteur exécutif
- 2023 : Shrinking de Bill Lawrence, Brett Goldstein et lui-même - producteur exécutif

## Voix françaises
En France, Jérôme Rebbot est la voix régulière de Jason Segel, dont il a été la voix dans huit films. Didier Cherbuy l'a doublé à quatre reprises.
Au Québec, Patrice Dubois est la voix la plus régulière de l'acteur.

## Distinctions

### Nominations
- Golden Globes 2024 : Meilleur acteur dans une série télévisée musicale ou comique pour Shrinking
- Golden Globes 2025 : Meilleur acteur dans une série télévisée musicale ou comique pour Shrinking